# Apoprionospio dayi
Apoprionospio dayi är en ringmaskart. Apoprionospio dayi ingår i släktet Apoprionospio och familjen Spionidae. Utöver nominatformen finns också underarten A. d. japonica.